# Вільдберг (Цюрих)
Вільдберг (нім. Wildberg ZH) — громада  в Швейцарії в кантоні Цюрих, округ Пфеффікон.

## Географія
Громада розташована на відстані близько 120 км на північний схід від Берна, 22 км на схід від Цюриха.
Вільдберг має площу 10,6 км², з яких на 8,7% дозволяється будівництво (житлове та будівництво доріг), 51,6% використовуються в сільськогосподарських цілях, 36,3% зайнято лісами, 3,5% не є продуктивними (річки, льодовики або гори).

## Демографія
2019 року в громаді мешкало 985 осіб (+2% порівняно з 2010 роком), іноземців було 7,5%. Густота населення становила 93 осіб/км².
За віковим діапазоном населення розподілялося таким чином: 22,4% — особи молодші 20 років, 60% — особи у віці 20—64 років, 17,6% — особи у віці 65 років та старші. Було 418 помешкань (у середньому 2,3 особи в помешканні).
Із загальної кількості 243 працюючих 74 було зайнятих в первинному секторі, 93 — в обробній промисловості, 76 — в галузі послуг.